# Control interno
En administración de empresas el «sistema de control interno» es un conjunto de áreas funcionales en una empresa y de acciones especializadas en la comunicación y el control en el interior de la empresa. El sistema de gestión por intermedio de las actividades, afecta a todas las partes de la empresa a través del flujo de efectivo. La efectividad de una empresa se establece en la relación entre la salida de los productos o servicios y la entrada de los recursos necesarios para su producción. Entre las responsabilidades de la gerencia están:
- Controlar la efectividad de las funciones administrativas y económicas.
- Regular el equilibrio entre la eficacia, eficiencia y efectividad en la empresa.
- Otros aspectos del desarrollo de la empresa, como crecimiento, rentabilidad y líquidos vitales acuosos difícilmente detectables por simple observación.

## Estructura
Las áreas de gestión incluyen actividades o grupos de actividades que contribuyen al logro de los objetivos empresariales. Tales áreas son:
- Directiva
- Producción
- Mercadeo
- Investigación y desarrollo
- Personal
- Gestión financiera

El sistema de control interno está íntimamente ligado al sistema decisorio, de tal manera que el gerente recibe datos de sus directivos que gestionan y del sistema financiero.
Se encuentran criterios de efectividad en la estrategia de la empresa y las ventas como el coeficiente egreso / ingreso.

## Actividades
Las acciones efectivas son aquellas que mantienen un equilibrio entre la eficacia y la eficiencia, entre la producción de los resultados deseados y los medios que se utilizan para lograrlos. Todas las actividades de una compañía se traducen en dinero en efectivo en algún momento.
1. Forman parte de los procesos en la empresa.
2. Se traducen en dinero en efectivo en algún momento.
3. Afectan otras áreas de la empresa que pueden encontrarse lejos del punto de origen de la actividad.
4. Su efecto es directamente proporcional a su eficacia.
5. Independientemente de la eficiencia con que se usen los recursos, requieren de adecuada eficacia de las personas, para ejercer su efecto.
6. Regulan el funcionamiento de la empresa

### Indicadores
Los indicadores son los patrones de medida de las acciones efectivas para una empresa, se obtienen por la relación entre variables cuantitativas o cualitativas que permiten observar la situación y las tendencias generadas en los procesos de la empresa. Todo cambio en el monto del inventario de una compañía y el crédito otorgado de los clientes o tomado de los proveedores tiene un impacto tanto en la utilidad declarada como en el flujo de efectivo, de manera que lo aumenta o lo reduce.
Son indicadores de efectividad, en cuanto al uso de los recursos:
- La rotación de inventarios
- La rotación de activos totales
- La rotación de activos fijos
- La rotación de cuentas
- El periodo promedio de cobro

Abarcan cambios en la empresa
- Áreas de trabajo

## Control Interno en la Auditoria Financiera
El control Interno en una entidad en el área financiera contable, es una de las herramientas más esenciales para mantener la fidelidad de los Estados Financieros en óptimas condiciones.
Un buen control interno enfocado en la generación de información financiera basado en Normas de Información Financiera, nos dará una seguridad razonable de que los movimientos contables que afectan al reporte financiero  este de forma adecuada, esto se vera reflejado al momento en el que los Estados Financieros sean revisados por un auditor, ya que, es una de las herramientas en las que el auditor pone atención para determinar el riesgo de error material de las cuentas de los Estados Financieros, lo que impacta directamente en el tiempo y número de procedimientos que el auditor realice a la cuenta. 
La evaluación del control interno respecto a la elaboración, emisión de los estados financieros debe realizarse al concluir la gestión fiscal correspondiente al periodo de la auditoría, así como validad sus saldos.
En cuanto la empresa tenga un mejor control interno en la generación de información financiera, menos riesgo de error material a los Estados Financieros.